# Черкес, Наталья
Наталья Черкес (рум. Natalia Cerches; род. 21 февраля 1976, Кишинёв), в девичестве Нижельская (рум. Nijelscaia) — молдавская легкоатлетка, специалистка по бегу на длинные дистанции и марафону. Выступала как элитная бегунья в 2001—2015 годах, участница ряда крупных международных соревнований, в том числе двух летних Олимпийских игр.

## Биография
Родилась 3 октября 1976 года в Кишинёве, Молдавская ССР.
Занималась лёгкой атлетикой в Специализированной детско-юношеской спортивной школе № 2 им. В. Б. Долгина в Тирасполе.
Активно выступала на шоссе с 2001 года, в частности в этом сезоне стала второй на Подгорицком марафоне (3:11:08) и третьей на Загребском марафоне (2:59:59).
В 2002 году была четвёртой на Белградском марафоне (2:52:18) и второй на Подгорицком марафоне (2:49:49).
Будучи студенткой, в 2003 году отправилась представлять Молдавию на Универсиаде в Тэгу, где одержала победу в беге на 10 000 метров. Также в этом сезоне вновь пробежала Белградский марафон, став на сей раз третьей (2:45:53).
Благодаря череде удачных выступлений удостоилась права защищать честь страны на летних Олимпийских играх 2004 года в Афинах — на дистанции 10 000 метров показала время 34:04,97 и расположилась в итоговом протоколе на последней 27 строке.
В 2005 году финишировала второй на марафоне в Майами (2:45:01), шестой на марафоне в Стамбуле (2:42:58), первой на марафоне в Нови-Саде (2:47:41), третьей на марафоне в Подгорице (2:52:18).
В 2008 году показала восьмой результат на Краковском марафоне (2:59:12) и второй результат на Подгорицком марафоне (2:44:55).
В 2010 году была третьей на марафоне в Каварне (2:44:00), участвовала в командном чемпионате Европы в Бергене.
В 2011 году одержала победу на марафоне в Каварне (2:40:36), финишировала шестой на Венецианском марафоне (2:38:34), отметилась выступлением на командном европейском первенстве в Стокгольме.
В 2012 году вновь была лучшей на марафоне в Каварне (2:38:14). Выполнив олимпийский квалификационный норматив 2:43:00, благополучно прошла отбор на Олимпийские игры в Лондоне. В программе женского марафона с результатом 2:37:13	разместилась в итоговом протоколе на 62 позиции.
В 2013 году победила на марафоне в Линце, установив при этом свой личный рекорд в данной дисциплине — 2:33:53.
Представляла Молдавию на Европейских играх 2015 года в Баку, участвовала в беге на 5000 метров, но сошла с дистанции и не показала никакого результата.